# Kamichi chavaria
Chauna chavaria
Espèce
Statut de conservation UICN

 NT  : Quasi menacé
Le  Kamichi chavaria (Chauna chavaria) est une espèce d'oiseau de la famille des Anhimidae, proche parent des canards et des oies. Son aire de répartition s'étend sur le nord de la Colombie et le Venezuela.
C'est une espèce monotypique (non subdivisée en sous-espèces).

## Description
Sa longueur est de 86 cm et son poids de 3,9 kg. Il vit dans les marais, les lagunes, sur les berges des rivières à débit lent, le plus souvent entourés de zones forestières, dans des zones qui sont temporairement inondées. Exclusivement végétarien, il mange les parties vertes des plantes aquatiques succulentes.